# Proyonanggan Tengah
Proyonanggan Tengah is een bestuurslaag in het regentschap Batang van de provincie Midden-Java, Indonesië. Proyonanggan Tengah telt 8214 inwoners (volkstelling 2010).